# Matpa
Matpa, maleni narod iz južne skupine pravih Tibetanaca, nastanjen u istočnobutanskom distriktu Mongar u selima Tsamang i Tsakaling (najveća), i distriktu Lhuntsi u selu Kurmet. Populacija im iznosi oko 30.000, ili 20,000 govornika (1993 Van Driem) jezika chocangacakha, srodnom s dzongkha. Sami sebe nazivaju Matpa. Sljedbenici su tibetskog budizma.

## Vanjske poveznice
- Paul Hattaway, Peoples of the Buddhist World